# 9672 Rosenbergerezek
9672 Rosenbergerezek (1997 TA10) là một tiểu hành tinh vành đai chính được phát hiện ngày 5 tháng 10 năm 1997 bởi P. Pravec ở Ondrejov.